# Narkoola-Nationalpark
Der Narkoola-Nationalpark (englisch Narkoola National Park) ist ein 118 Quadratkilometer großer Nationalpark in Queensland, Australien. Im Süden grenzen weitere 22 Quadratkilometer Schutzgebiet an, die sich momentan in der Erholungsphase von Rodung und landwirtschaftlicher Nutzung befinden (englisch: Recovery).

## Lage
Der Nationalpark liegt in der Region South West etwa 570 Kilometer westlich von Brisbane und 160 Kilometer östlich von Cunnamulla. Die nächstgelegene Stadt ist St. George, von hier erreicht man den Park über den Balonne Highway Richtung Westen. Nach 110 Kilometern passiert man den kleinen Ort Bollon und nach weiteren 40 Kilometern verläuft der Highway etwa 10 Kilometer entlang der Nordgrenze des Nationalparks. Im Park selbst gibt es keine Besuchereinrichtungen.
In der Nachbarschaft liegen die Nationalparks Thrushton, Culgoa Floodplain, Binya und Currawinya.

## Flora und Fauna
Der Park schützt das in den ariden Gebieten Australiens weit verbreitete Mulgabuschland, das jedoch im Südwesten von Queensland zur Schaf- und Rinderzucht weitgehend gerodet wurde. Im Park sind drei Pflanzenarten beheimatet, die als schützenswert eingestuft wurden, White Parsnip (Trachymene ochracea), Goodenia glabra und Sweet Quandong (Santalum acuminatum), ein Sandelholzgewächs.